# Lutetia

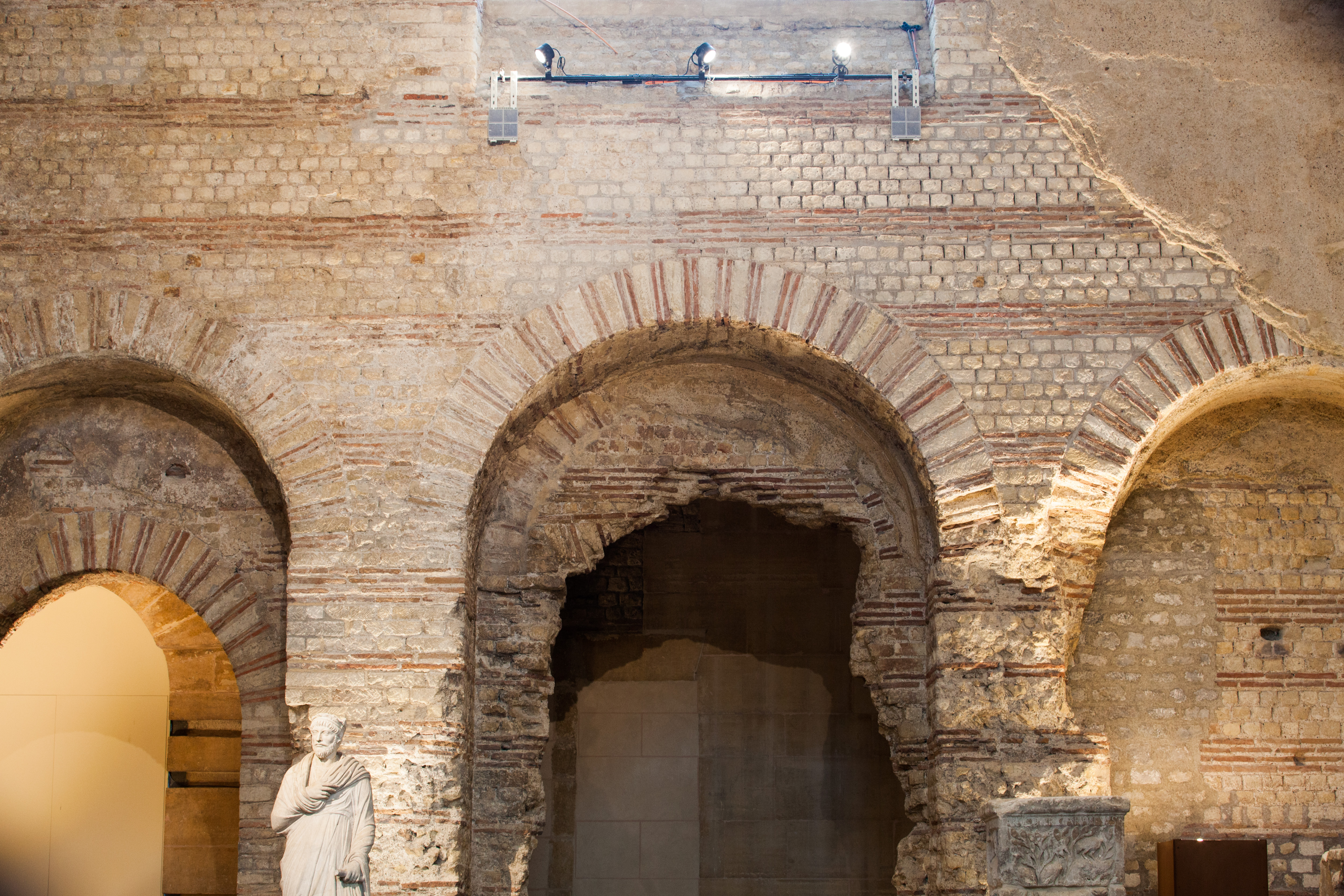
Die Thermen der antiken Stadt

Lutetia (manchmal auch als Lutetia Parisiorum oder Lucotecia bezeichnet, französisch Lutèce) ist der antike Name von Paris. Dieser ist keltischen Ursprungs, bezieht sich aber auch auf die gallorömische Stadt, aus der sich das spätere Paris entwickelte.

## Etymologie
Die Herkunft des Stadtnamens wird auf das Keltische zurückgeführt, wobei es zwei Erklärungsvorschläge gibt: Die eine Möglichkeit führt Lutetia auf luto- bzw. luteuo- zurück, was „Sumpf“ bedeutet, die andere nennt als Ursprung lucot-, was für „Maus“ steht.

## Vorgeschichte
Die ersten Siedlungsreste auf dem Gebiet von Paris stammen aus der Zeit um 4000 v. Chr. Es gibt Überreste aus der Bronzezeit und der Eisenzeit. Der Name Lutetia wird für das Jahr 53 v. Chr. zum ersten Mal von Gaius Iulius Caesar genannt und als auf einer Insel liegend beschrieben. Nach Caesar war Lutetia der Hauptort des keltischen Stammes der Parisii. Archäologische Reste aus dieser Zeit sind jedoch spärlich, so dass nicht mit Gewissheit gesagt werden kann, wo genau sich die Keltenstadt befand. Historiker haben versucht, die Île de la Cité, die zentral in Paris gelegene Insel in der Seine, als Standort der keltischen Stadt zu identifizieren. Ausgrabungen haben dort jedoch so gut wie keine vorrömischen Reste zutage gefördert. Der Standort der keltischen Stadt bleibt ungewiss.

## Die römische Stadt

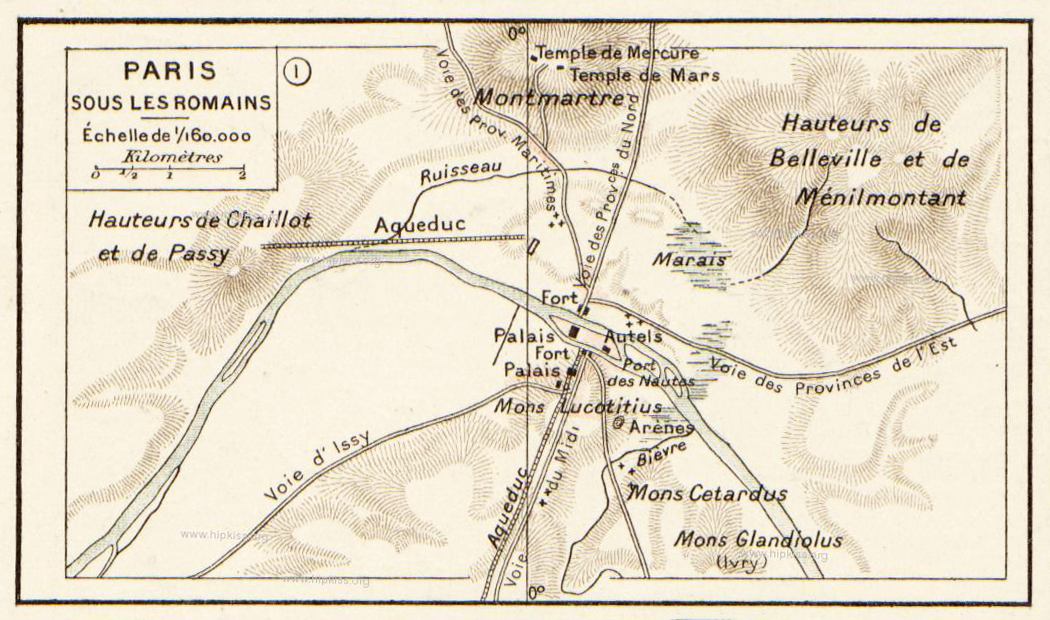
Übersichtskarte der antiken römischen Stadt Lutetia

Die ältesten Reste (italische Amphoren, Fibeln) aus römischer Zeit, nach der Eingliederung Galliens in das römische Reich, datieren um 40–30 v. Chr., fanden sich jedoch ohne Kontext, so dass wenig über eine frühe römische Siedlung ausgesagt werden kann. Es wird vermutet, dass die Stadt aus einem Militärlager hervorging, doch konnten bisher keine eindeutigen Belege dafür gefunden werden.

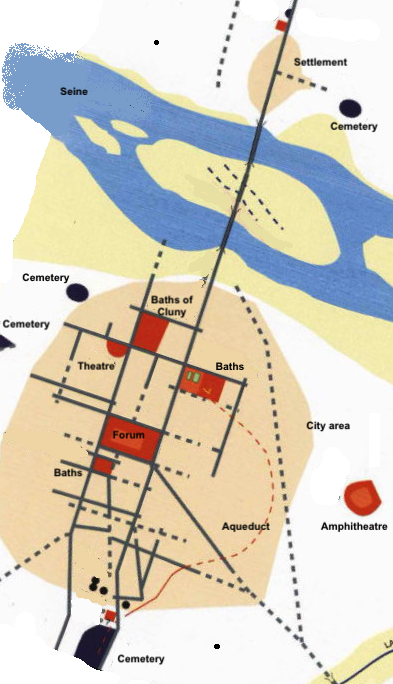
Lutetia im 2. Jahrhundert n. Chr.

Die eigentliche Stadt wurde wohl im frühen ersten nachchristlichen Jahrhundert gegründet und hatte drei Siedlungsschwerpunkte. Auf der linken Seite der Seine lag das eigentliche Zentrum. Die Île de la Cité, eine Insel in der Seine, bildete einen weiteren Schwerpunkt, und auf der rechten Seite des Flusses gab es eine beachtliche Vorstadt. Die drei Stadtteile waren durch Brücken miteinander verbunden.
Die Stadt links (südlich) der Seine (Sequana) erhielt einen schachbrettartigen Stadtplan mit Häuserblöcken (Insulae) von 300 × 300 römischen Fuß Größe (88,8 × 88,8 m), wobei dieses Straßengitter anscheinend nicht strikt eingehalten wurde. Von Südosten gab es z. B. eine diagonal kommende Straße aus Lugdunum (Lyon), die auf das Zentrum der Stadt zuführte. Obwohl es sich wohl um eine wichtige Stadt handelte, war Lutetia keine Provinzhauptstadt und erlangte seine Bedeutung wohl besonders als Kreuzungspunkt wichtiger Handelswege.

## Bauten
In der Stadt konnten bei Ausgrabungen verschiedene öffentliche Gebäude nachgewiesen werden. Es gab ein zwei Insulae umfassendes Forum, in dessen Mitte ein Hof und ein Tempel und im Osten eine Basilika standen. Der Bau war wohl an allen Seiten von Arkaden und Läden umgeben. Es gab ein Amphitheater, die Arena von Lutetia, das etwas außerhalb der Stadt lag, und ein Theater im Inneren der Stadt. Das Theater, das 1861 bis 1884 ergraben wurde, entsprach mit seinem Halbrund (cavea) und dem rechteckigen Bühnenbau dem gängigen römischen Typ und nahm eine Insula der Stadt ein. Es wurde wohl am Ende des ersten nachchristlichen Jahrhunderts errichtet und im vierten Jahrhundert langsam abgetragen.

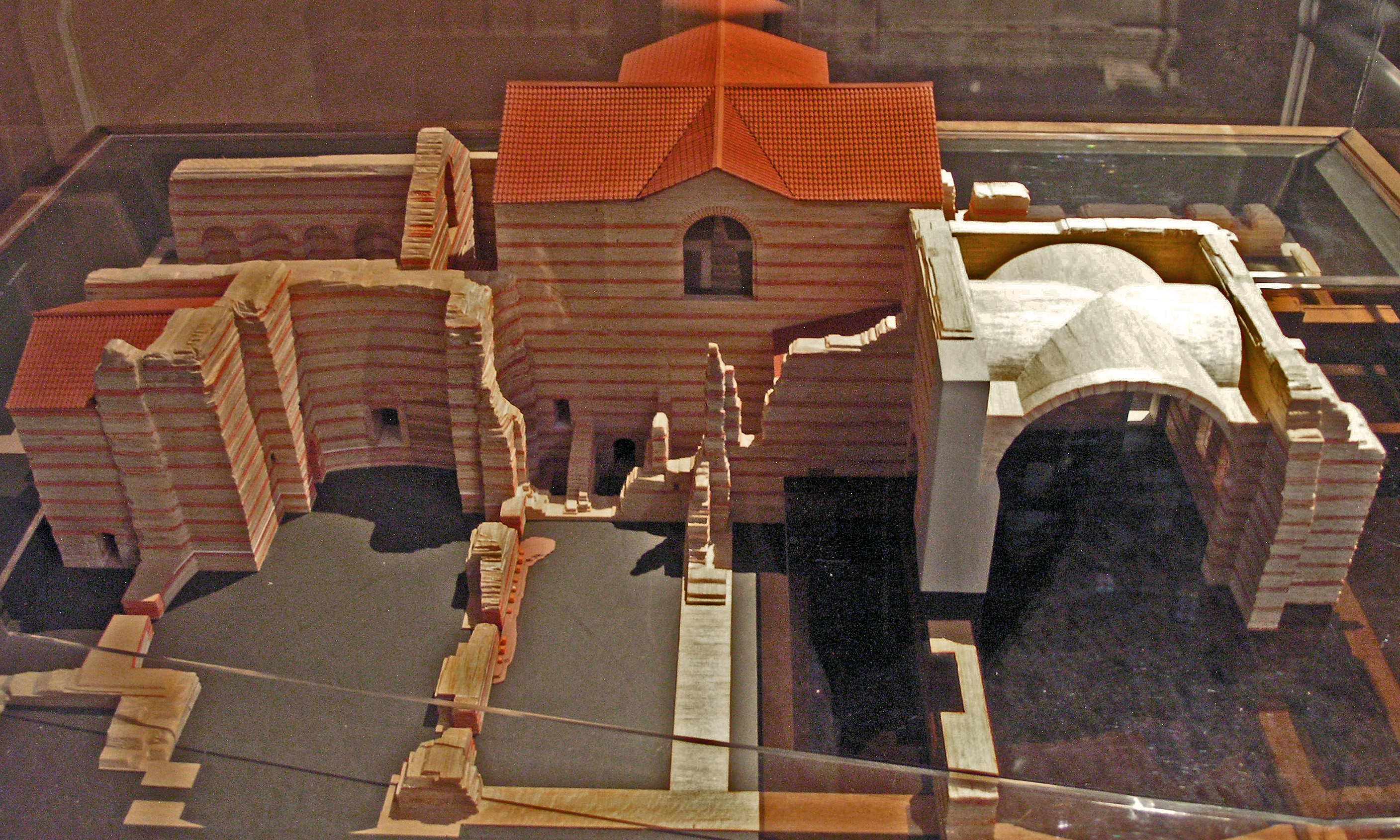
Modell der Cluny-Bäder

### Thermen
Bisher konnten drei größere Thermen nachgewiesen werden. Die Cluny-Bäder stehen noch in großen Teilen aufrecht und dienen als Teil des Musée national du Moyen Âge (Hôtel de Cluny). Dieser Bau nahm eine ganze Insula ein und bestand aus dem eigentlichen Bad und einem südlich davon gelegenen Hof. Es handelt sich um eines der besterhaltenen römischen Bauwerke nördlich der Alpen. Von der einstigen Ausstattung ist wenig erhalten. Die Wände waren wohl mit Marmor verkleidet und teilweise bemalt. Die Fußböden waren wohl ebenso marmoriert und hatten auch Mosaiken. Immerhin fand man einen Mosaikfußboden, der einen Eroten auf einem Delphin zeigt.
Die größte Badeanlage stand beim heutigen Collège de France und nahm zwei Insulae ein. Sie ist bisher nur teilweise ergraben und datiert auf das Ende des ersten nachchristlichen Jahrhunderts. In derselben Insula fanden sich auch römische Wohnbauten, die anscheinend später vom Bad überbaut wurden. Obwohl beachtliche Reste gefunden wurden, ist doch zu wenig erhalten, um den einstigen Plan rekonstruieren zu können. Bemerkenswert sind zwei runde Räume im Zentrum des Bades, die wohl Badebecken enthielten. Auch von dieser Anlage sind nur wenige Reste der einstigen Ausstattung erhalten. Es fanden sich Säulenkapitelle und Marmorbruchstücke. Eine dritte Thermenanlage konnte schließlich südlich des Forums nachgewiesen werden.
Zur Wasserversorgung der Stadt gab es einen Aquädukt, der diese vom Süden erreichte. Dieser war 16 km lang. Er war meist unterirdisch und versuchte sich den geografischen Gegebenheiten anzupassen, so dass er nicht in einer geraden Linien vom Quellpunkt zur Stadt verlief, sondern sich durch die Landschaft wand. Drei Quellen wurden benutzt. Nur im Bievre-Tal verlief er oberirdisch und überwand dieses Tal mit einer Brückenkonstruktion.

### Wohnbauten

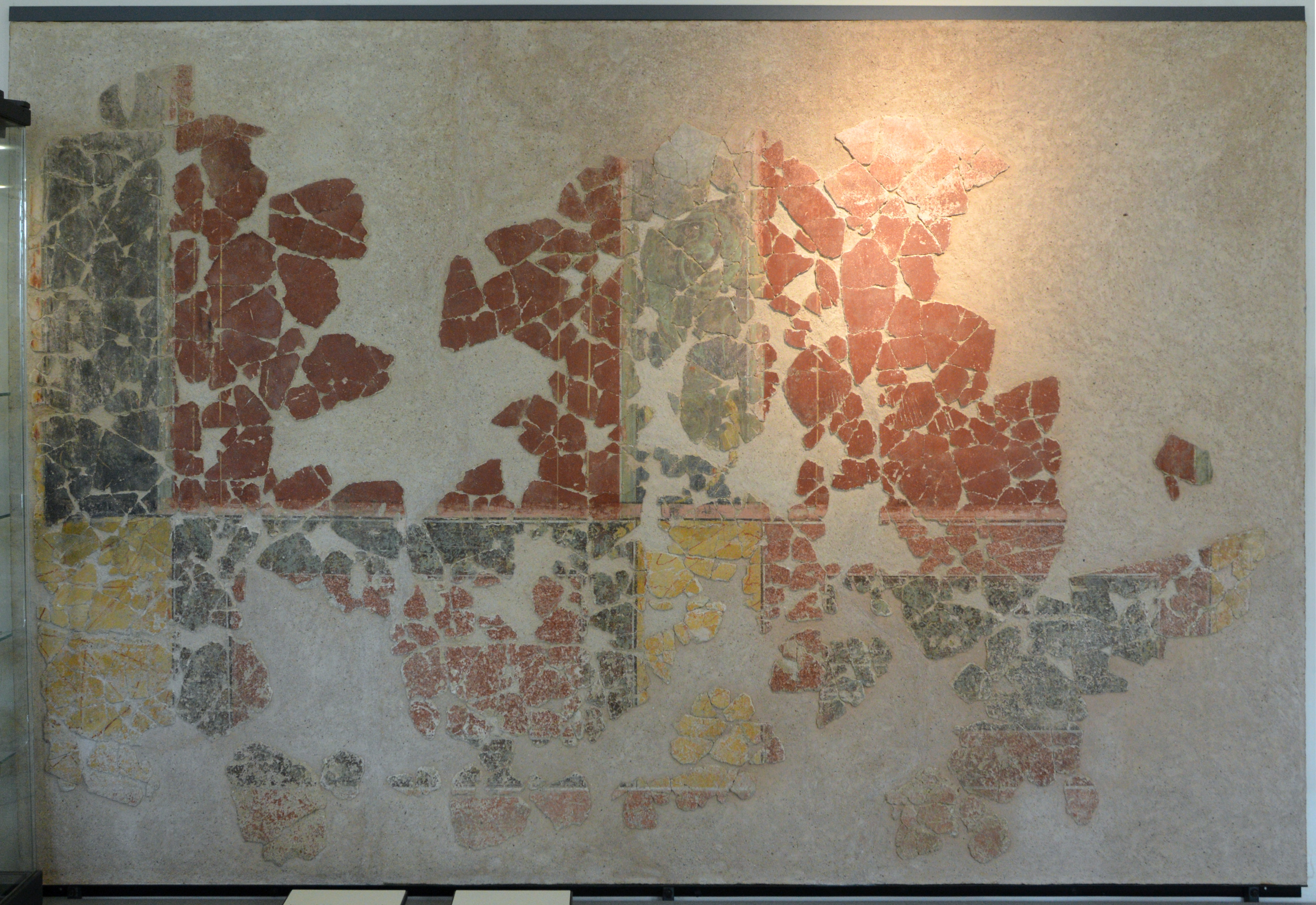
Wandmalereien, gefunden bei der 12, rue de l'Abbé-de-l'Épée

An verschiedenen Stellen der Stadt konnten Reste der Wohnbebauung aufgefunden werden. Wegen der schlechten Erhaltungsbedingungen kann aber wenig zu deren Charakter ausgesagt werden. Immerhin scheint die Stadt zunächst mit Holzbauten, die später durch solche aus Stein ersetzt wurden, bebaut gewesen zu sein. In einigen Wohnhäusern fanden sich Keller, Hypokausten und bedeutende Reste von Wandmalereien.
Die Stadt war sicherlich ein lokales Zentrum und versorgte die Umgebung mit handwerklichen Produkten. Von den Handwerksbetrieben in der Stadt ist jedoch wenig bekannt. Immerhin fanden sich zwei Töpfereien. Von Grabstelen sind Schiffer, Steinmetze und Schmiede bekannt.

### Pfeiler der Nautae Parisiaci

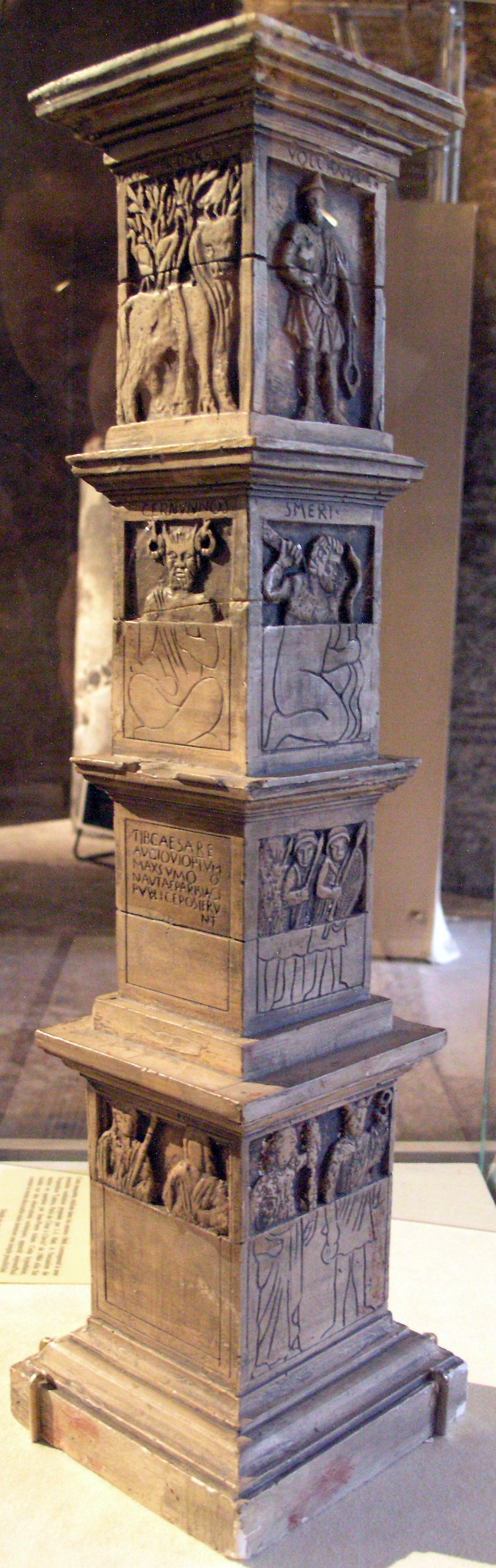
Der Pfeiler der Nautae Parisiaci

Ein besonderes Denkmal ist der Pfeiler der Nautae Parisiaci, der Schiffergilde, deren Fragmente sich unter der Kirche Notre-Dame fanden. Auf dieser Säule finden sich Darstellungen keltischer und römischer Gottheiten (zum Beispiel Mars, Mercurius oder Venus). Das Monument ist durch Inschriften unter Kaiser Tiberius (14 bis 37 n. Chr.) datiert und stellt damit die älteste datierbare Skulptur in Frankreich dar. Die Säule ist nur in vier Segmenten erhalten. Die Zusammensetzung dieser ist nicht sicher. Die Inschrift mit der Datierung lautet:
für Tiberius Caesar Augustus und Jupiter Optimus Maximus haben die Schiffer des Gebietes der Parisier mit ihren gemeinsamen Einkünften dieses Monument errichtet

### Tempel
Abgesehen vom Forumstempel konnten bisher keine weiteren religiösen Gebäude innerhalb der Stadt aufgefunden werden. Außerhalb des eigentlichen Stadtgebietes, westlich gelegen, konnte jedoch bei Ausgrabungen beim heutigen Sacré-Coeur am Montmartre ein Heiligtum identifiziert werden. Es handelt sich um einen Gallo-römischen Umgangstempel, der als „Tempel des Merkur“ bezeichnet wird, auch wenn es keine Belege dafür gibt, dass tatsächlich dieser Gott dort verehrt wurde. Ein angeblicher zweiter Tempel dort, der dem Mars geweiht gewesen sein soll und der traditionell an dieser Stelle vermutet wurde, ist ebenfalls nicht nachweisbar. Ein Bäderkomplex, der sich in der Nähe des sogenannten Merkurtempels befindet, diente eventuell zur rituellen Reinigung der Gläubigen.

### Nekropolen
Außerhalb der Stadt, im Süden, fand sich eine bedeutende Nekropole. Es fanden sich Erdbestattungen, Bestattungen mit Liegen, auf die die Leichen gelegt wurden, Bestattungen in Holzsärgen und solche in Sarkophagen. Ein bemerkenswerter Fund war die Bestattung eines Kindes in einem Sarkophag, der mit Stuck verschlossen war. Der Stuck war in den Sarkophag gelaufen und hatte einen lebendigen Abdruck des Gesichtes des Kindes hinterlassen. Reichere Gräber waren mit Stelen und steinernen Monumenten geschmückt; viele von diesen fanden sich später in Gebäuden der Spätantike verbaut.
Eine weitere Nekropole fand sich südöstlich auf der anderen Seite der Seine (die hier scharf nach Süden abknickt). Sie datiert in die Spätantike und in das frühe Mittelalter.

## Spätantike
Trotz der Bedeutung und Größe der Stadt scheint sie keine Stadtmauern gehabt zu haben. Als in der Mitte des dritten nachchristlichen Jahrhunderts die politische Lage in Gallien immer unsicherer wurde, schrumpfte die spätantike Stadt und zog sich größtenteils auf die Île de la Cité zurück. Teile der früheren Stadt wurden als Friedhöfe benutzt, doch scheinen die links der Seine liegenden Stadtteile nie ganz verlassen worden zu sein. Der Historiker Ammianus Marcellinus spricht von Lutetias innerer Vorstadt (suburbia), was auf verschiedene Stadtteile hindeutet. Teile der Stadt wurden als Steinbruch benutzt. Um 300 taucht zum ersten Mal der Name Paris auf. Der Ort blieb aber politisch wichtig: Seit 355 residierte in Lutetia der Caesar (Unterkaiser) Julian, der dort 360 zum Augustus (Oberkaiser) ausgerufen wurde. Im Misopogon gibt er eine kurze Beschreibung der Stadt:
Ich hielt mich damals im Winterquartier in meinem lieben Lutetia auf: So nennen die Kelten den Hauptort der Parisier. Die Zitadelle liegt auf einer kleinen Insel mitten im Fluss, rings von einer Mauer umgeben, hölzerne Brücken führen von beiden Ufern hinüber.
Der Ort war auch 365–366 Residenz für die Germanenfeldzüge Valentinians I. Auf der Île de la Cité konnten die Reste eines Palastes, wohl die von Julian erwähnte Zitadelle, die auch noch im Mittelalter benutzt wurde, und einer Basilika entdeckt werden. Beide Bauten sind zu Teilen aus Spolien errichtet und datieren in das 4. Jahrhundert. Der Palast war ca. 1 ha groß. Die Basilika, die wohl drei Schiffe hatte, nahm eine Fläche von 70 × 35 m ein. Im 4. Jahrhundert erhielt die Stadt auf der Insel auch eine Stadtmauer, die noch im frühen Mittelalter Bestand hatte.
Wenig kann zum frühen Christentum in der Stadt gesagt werden. Unter der Kathedrale Notre-Dame de Paris liegen die Reste der merowingischen Kirche, die Basilique Saint-Etienne. Lange Zeit wurde vermutet, dass sich unter diesem Bau eine römische Kirche befunden haben muss. Ausgrabungen konnten dies jedoch nicht bestätigen. Hier standen bis ins dritte Jahrhundert reiche Wohnbauten. Als erster Bischof von Lutetia (und auch Märtyrer) wird in späteren Quellen Dionysius von Paris genannt. Der erste urkundlich gesicherte Bischof war Victorinus, der um 346 amtierte.